# مدار توندرا

نمایش مدارهای توندرا با انحراف مداری °۶۳٫۴ در ECEF.

مدار توندرا (روسی: орбита «Тундра») یک مدار زمین‌آهنگ بیضوی بالا با انحراف مداری زیاد (حدود °۶۳٫۴) و تناوب مداری یک روز نجومی و خروج از مرکز مداری بین ۰٫۲ و ۰٫۳ است. ماهواره‌ای که در این مدار قرار دارد بیشتر زمان خود را بر فراز محدوده‌ای مشخص از زمین می‌گذراند که به اوج و حضیض معروف است. این ویژگی به‌ویژه برای ماهواره‌های مخابراتی عرض‌های جغرافیایی بالای زمین مناسب است. مسیر زمینی یک ماهواره با مدار توندرا شبیه به عدد ۸ لاتین است که حلقه کوچک‌تر بر روی نیم‌کره شمالی یا جنوبی قرار دارد. این ویژگی، مدار توندرا را از مدار مولنیا متمایز می‌کند که با انحراف مداری یکسان برای خدمت‌رسانی به عرض‌های جغرافیایی بالا طراحی شده‌است ولی تناوب مداری آن نصف مدار توندرا است و گذر آن بر روی یک محدوده مشخص نیست.